# Porcellio rodiensis
Porcellio rodiensis là một loài chân đều trong họ Porcellionidae. Loài này được Schmalfuss miêu tả khoa học năm 1972.